# Alioune Badara Beye
Alioune Badara Beye   (Saint-Louis, 28 de setembre de 1945 - Dakar, 1 de desembre de 2024) va ser un funcionari, novel·lista, dramaturg, poeta i editor senegalès.
En relació amb el seu paper de president de l'Association des écrivains du Sénégal, Bèye fou el coordinador general del Festival Mondial des Arts Nègres a Dakar el 14 de desembre de 2009. També presideix la Federació Internacional d'Escriptors en llengua francesa.

## Obra publicada
- Dialawali, terre de feu, 1980 (teatre)
- Le sacre du cedo, 1982 (teatre)
- Maba, laisse le Sine, 1987 (teaatre)
- Nder en flammes, 1988 (teatre)
- Demain, la fin du monde : un avertissement à tous les dictateurs du monde, 1993 (teatre)
- Les larmes de la patrie, 2003 (taetre)
- Raki : fille lumière, 2004 (conte)
- Les bourgeons de l'espoir, 2005 (poesia)
- De l'uniforme à la plume, 2008